# Sa'ud bin Faysal bin Turki Al Sa'ud
Saʿūd bin Fayṣal bin Turkī Āl Saʿūd (in arabo سعود بن فيصل بن تركي آل سعود‎?; Penisola araba, ... – Penisola araba, gennaio 1875), sovrano del Secondo Stato Saudita nel 1871 e dal 1873 al 1875. Nei suoi anni di regno si alleò con tribù straniere e si rivoltò contro il suo fratellastro Abd Allah. Il suo primo regno fu molto breve dato che venne deposto dallo zio Abd Allah bin Turki. Ritornò al potere nel 1873 ma morì due anni dopo. Il suo regno fu contraddistinto dalle lotte intestine alla famiglia regnante.

## Famiglia
La madre di Sa'ud e del suo molto più giovane fratello Abd al-Rahman era originaria della tribù Ajman che viveva nel deserto a sud-est di Riad. Sa'ud aveva due fratellastri: Abd Allah e Muhammad. La madre di Abd Allah e Muhammad era originaria della famiglia Al Sa'ud.

## Ribellione
Abd Allah, il figlio di maggiore dell'imam Faysal, era l'erede al trono e il comandante militare. Sa'ud invece venne inviato come governatore ad Al-Kharj, nel sud del Najd, in parte per ridurre l'attrito che si stava originando tra i due fratellastri.
Tuttavia, Sa'ud si dimostrò straordinariamente capace e la sua fama presto eclissò quella del fratellastro, la cui pretesa di successione non venne convalidata da nessun grande successo o capacità in politica. Al contrario, Sa'ud aveva sviluppato una forte base di potere nella zona di Al-Kharj e tra i membri della tribù Ajman di cui era originaria la madre.
Dopo la morte di Faysal nel 1865, Abd Allah divenne imam. Ciò venne immediatamente contestato dall'ambizioso Sa'ud. Lasciò Riad e riunì i suoi sostenitori ad Al-Hasa, a est. Abd Allah e il suo fedele fratello Muhammad in un primo momento si dimostrarono troppo forti per Sa'ud ma nel dicembre del 1870 Sa'ud, aiutato dai sovrani di Oman, Abu Dhabi e Bahrein, sconfisse le forze di Abd Allah e catturò Muhammad.
Abd Allah fuggì da Riad e Sa'ud venne proclamato imam nel maggio del 1871.

## Deposizione
Poco dopo, un'altra ribellione scosse il regno. Sa'ud venne infatti deposto nello stesso anno da suo zio, Abd Allah bin Faysal bin Turki, che riuscì a conquistare la capitale. Sa'ud aveva allontanato le tribù alleate a est.

## Ritorno di Abd Allah bin Faysal
Nel frattempo, Abd Allah aveva chiesto l'aiuto di Midhat Pascià, il governatore ottomano di Baghdad. Quest'ultimo colse l'occasione per perlustrare la provincia di Al-Hasa dove Muhammad bin Faysal era trattenuto in prigionia dal figlio di Sa'ud, Abd al-Aziz. Muhammad venne rilasciato e alla fine i due fratelli, Abd Allah e Muhammad, furono in grado di tornare a Riad. Tuttavia, Sa'ud, insieme ai suoi seguaci Ajman, riconquistò Riad nel gennaio del 1873 e Abd Allah e Muhammad furono esiliati presso le tribù Mutayr e 'Utayba. Sa'ud morì nel gennaio del 1875 a causa delle ferite subite in battaglia o di vaiolo.

## Anni successivi
I suoi figli Muhammad, Abd Allah e Abd al-Rahman formarono un'alleanza e proseguirono le ostilità contro gli zii sopravvissuti. I figli di Sa'ud usavano la provincia di Al-Kharj come loro base operativa. Rimasero uccisi in un raid a sorpresa nel 1888.
In seguito i nipoti di Sa'ud furono coinvolti in combattimenti sporadici contro i loro cugini e per molti anni non si riconciliarono formalmente. I discendenti di Sa'ud, attraverso il suo nipote Sa'ud bin Abd al-Aziz bin Sa'ud Al Sa'ud al-Kabir, sono ancora considerati il ramo cerimoniale anziano della famiglia e sono noti come ramo Al Sa'ud al-Kabir.